# خوان دی دیس مارتینز
خوان دی دیس مارتینز مرا (به اسپانیایی: Juan de Dios Martínez Mera) (زادهٔ ۹ مارس ۱۸۷۵ – درگذشته ۲۷ اکتبر ۱۹۵۵) یک سیاستمدار اهل اکوادور بود. وی از ۵ دسامبر ۱۹۳۲ تا ۱۹ اکتبر ۱۹۳۳ رئیس‌جمهور این کشور بود.